# Maestro del San Francesco Bardi
Pour les articles homonymes, voir Bardi (homonymie).

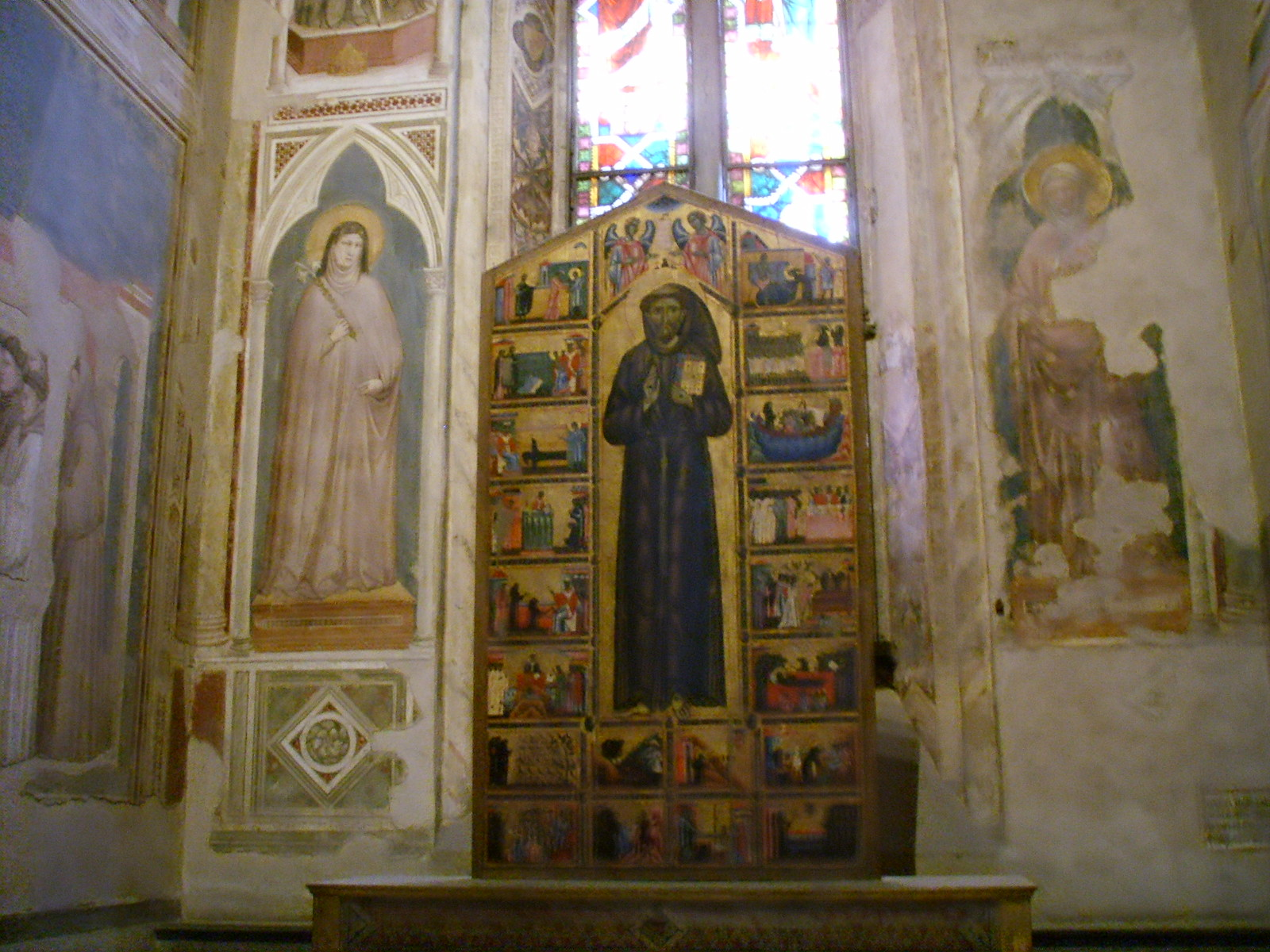
Le retable Saint François et vingt épisodes de sa vie, chapelle Bardi, Santa Croce

Le Maestro del San Francesco Bardi est un maître anonyme italien de l'école florentine de la première moitié du XIIIe siècle.

## Biographie
Le peintre, appelé par convention, Maestro del San Francesco Bardi est influencé par la culture lucquoise et par celle du Maestro del Bigallo ; il  doit son nom au retable représentant Saint François et histoires de sa vie de la chapelle de la famille Bardi à l'église Santa Croce de Florence, où il a pu côtoyer Coppo di Marcovaldo.

## Œuvres attribuées
- Stigmates de saint François, prédelle d'un diptyque, conservée aux Uffizi de Florence (que certains historiens de l'art attribuent également  au Maestro della Croce 434).
- Vierge à l'Enfant

## Images

Crucifix avec les scènes du calvaire.
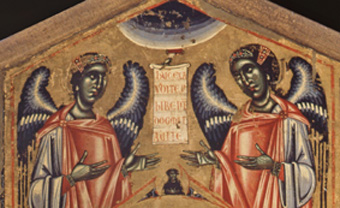
Pinacle de Saint François et vingt épisodes de sa vie.
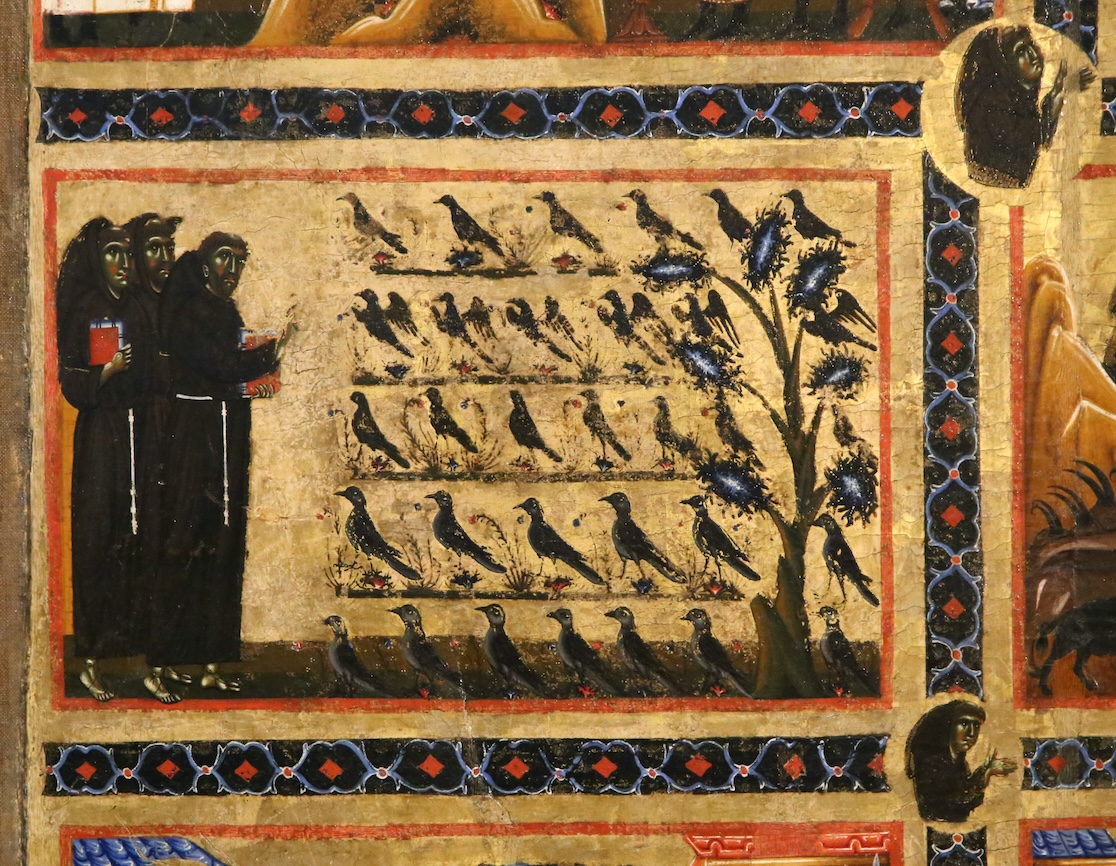
Le Prêche aux oiseaux, détail de Saint François et vingt épisodes de sa vie.